# AéroLyon
AéroLyon (code IATA : 4Q, code OACI : AEY, callsign : Aerolyon) était une ancienne compagnie long-courrier charter française créée en 1996 et disparue en 2002. Filiale de Nouvelles Frontières et compagnie sœur de Corsair, elle était spécialisée dans les vols longs-courriers charters pour le compte du voyagiste à destination des Antilles françaises et de La Réunion au départ de la province française.

## Histoire
- 1996 : Création le 4 octobre de la compagnie AéroLyon par le groupe Nouvelles Frontières et arrivée du premier DC-10, les premiers vols sont opérés par la compagnie CityBird pour le compte d'Aérolyon le temps que cette dernière acquière son premier DC-10-30.

- 1997 : AéroLyon voulait créer des petites sœurs nommées Aéronantes et Aéromarseille[2].

- 1999 : Un deuxième DC-10 vient renforcer la flotte avec plusieurs mois de retard sur le planning.

- 2001 : Le 27 novembre, à la surprise des salariés, Aérolyon est placée en redressement judiciaire. Nouvelles Frontières est devenue depuis quelques mois la propriété du groupe allemand PREUSSAG qui exploite TUI[4]. Cet événement précipitera la chute de la compagnie charter. En effet, la stratégie de ce voyagiste est de s'appuyer sur une seule compagnie par pays, or seule Corsair intéressait PREUSSAG, Aérolyon étant déficitaire depuis sa création, il était facile de lui faire déposer le bilan.

Une liquidation aurait coûté cher à PREUSSAG, il était donc beaucoup plus économique de céder Aérolyon à un repreneur.
De cet événement jusqu'à la reprise par Aéroplus début 2002, il semble que des manœuvres plus ou moins légales ont été opérées par PREUSSAG pour imposer un repreneur défaillant à très court terme afin de supprimer un futur concurrent direct de Corsair. 
- 2002 : Le 23 avril, AéroLyon est vendue par Nouvelles Frontières à la société Aéroplus qui la rebaptise L.AIR[5].

Ces repreneurs mettent en bourse Canadienne la compagnie, de nombreux projets sont annoncés (secteur Airbus 340, Amérique du Sud, nouvelle cabine sur les DC10, etc).
Finalement, un beau jour d'été, les deux dirigeants disparaissent purement et simplement de la circulation et sont injoignables.
Le pot aux roses est découvert, cette reprise était une escroquerie pure et simple afin de récupérer l'argent des petits actionnaires canadiens. 
En août, les salariés saisissent le Tribunal de Commerce de Lyon, car leurs salaires de juin et de juillet ne sont pas payés. Le 26 août, la société est mise en redressement judiciaire puis liquidée le 26 décembre.

## Flotte

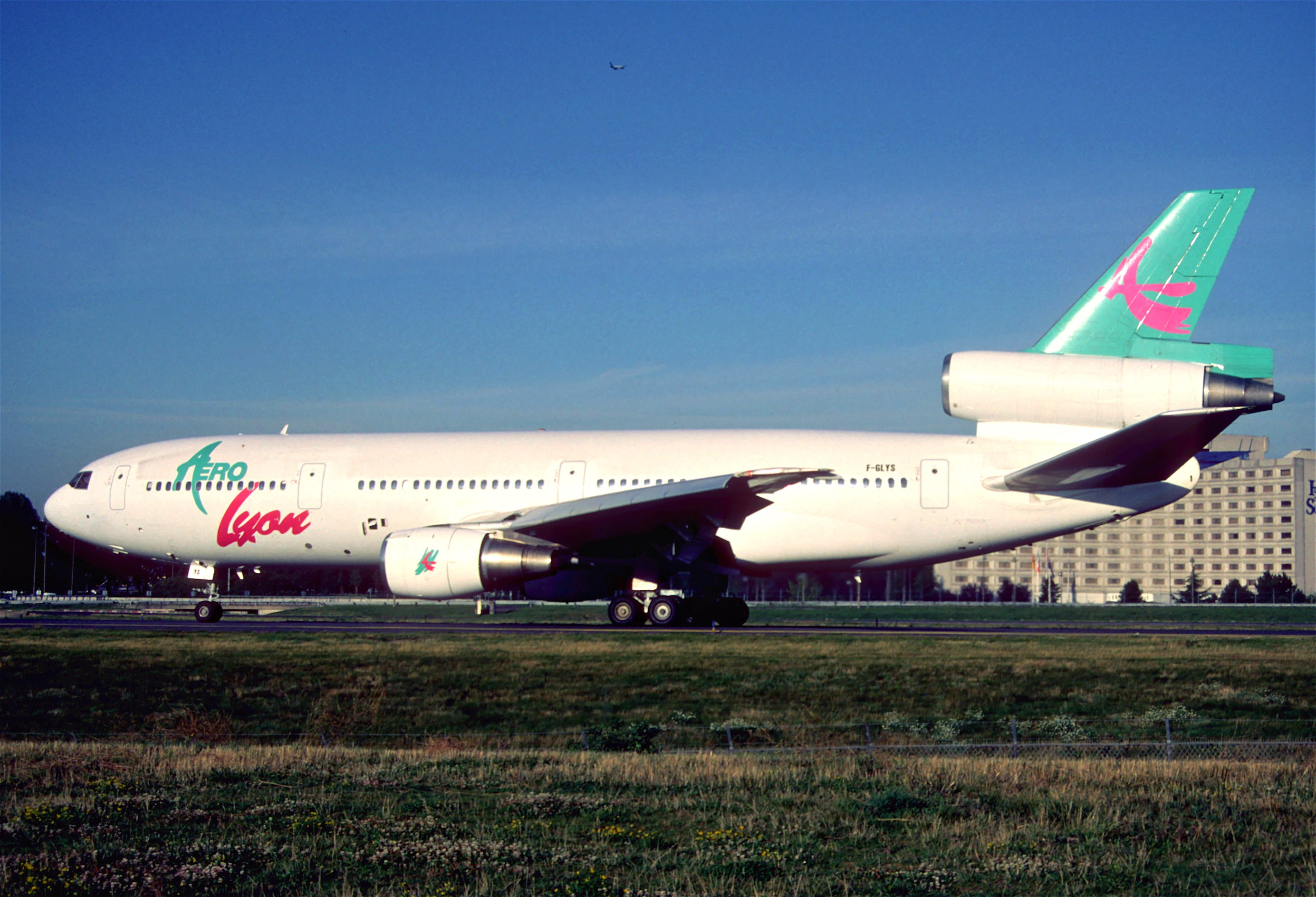
Aero Lyon McDonnell Douglas DC-10-30, 2001

La compagnie AéroLyon exploitait un seul type d'appareil, le DC10-30. 

### F-BTDD
Le premier avion exploité en propre par la compagnie appartenait auparavant à AOM et avant encore à UTA. Il est affectueusement surnommé "le dédé" par les employés et s'appelait officiellement "Ville de Nantes". Il est équipé de moteurs CF6-50C2.
Il est configuré en "full economy class" de 356 sièges.

### F-GLYS
Deuxième avion intégré dans la flotte fin 1999, il était exploité par AOM sous l'immatriculation F-ODLX. Il était équipé de moteurs CF6-50C. Cette immatriculation LYS est un clin d'œil au nom de la compagnie et de sa base (LYS étant le code aéroport IATA de l'aéroport de Lyon Saint-Exupéry).
Il est également configuré en "full economy class" de 356 sièges. 
Les moteurs du F-GLYS sont moins puissants que ceux du F-BTDD, ce qui explique la différence de masse maxi (MTOW) au décollage. 
Cette moindre puissance générait aussi plus de limitations au décollage, ces 6 600 kg d'écart et la plus faible puissance au décollage rendaient presque impossible le retour en vol direct RUN-MRS ou RUN-TLS en FULL PAX, raison pour laquelle il n'opérait pas les vols sur la RUN.
Pour cette même raison, c'est le F-BTDD qui a été basé à NTE pour les hivers afin de pouvoir décoller plus lourd sur la piste de 2 800 mètres (contre 4 000 mètres de piste à CDG et LYS).

### F-GTDF
Un troisième avion rentre dans la flotte afin d'opérer pour la compagnie Cubana (alors sous embargo américain), qui s'est retrouvé sans DC-10 à la suite de la liquidation d'AOM.
Il est configuré en "economy class" de 275 sièges et en "classe affaires" de 32 sièges.

## Réseau

### Saison S96
Vols ponctuels ou ACMI
Vols charters ou réguliers

### Saison W96
Vols ponctuels ou ACMI
Vols charters ou réguliers

### Saison S97
Vols ponctuels ou ACMI
Vols charters ou réguliers

### Saison W97
Vols ponctuels ou ACMI
Vols charters ou réguliers
- LYS-TLS-FDF-TLS-LYS

### Saison S98
Vols ponctuels ou ACMI
Vols charters ou réguliers
- LYS-MRS-RUN-MRS-LYS

### Saison W98
Vols ponctuels ou ACMI
Vols charters ou réguliers
- LYS-MRS-RUN-MRS-LYS
- LYS-NTE-FDF-NTE-LYS
- LYS-NTE-PTP-NTE-LYS

### Saison S99
Vols ponctuels ou ACMI :
- BZZ-SPU-BZZ
- BZZ-SKP-BZZ

Vol charter ou régulier
- LYS-MRS-RUN-MRS-LYS
- LYS-AGP-LYS
- LYS-TUN-LYS
- LYS-DJE-LYS
- LYS-NTE-PTP-NTE-LYS
- LYS-NTE-FDF-NTE-LYS
- LYS-DJE-LYS
- LYS-TUN-LYS

### Saison W99
Vols ponctuels ou ACMI
Vols charters ou réguliers
- LYS-MRS-RUN-MRS-LYS
- MRS-TLS-PTP-TLS-MRS
- LYS-TLS-FDF-TLS-LYS
- BOD-BES-PTP-BOD-BES
- LYS-NTE-FDF-NTE-LYS
- LYS-NTE-PTP-NTE-LYS

Sur le mois ayant le taux de remplissage le plus faible (novembre), Aerolyon affrêtait un A310 de la Compagnie d'Air Plus Comet pour effectuer la ligne LYS-NTE-FDF-PTP-NTE-LYS, 

### Saison S00
Vols ponctuels ou ACMI
- LYS-EIN-LYS
- CDG-AMS-CDG

Vols charters ou réguliers
- NTE-ATH-LYS-ATH-NTE
- CDG-HER-LYS-HER-CDG
- LYS-AGP-LYS
- LYS-TUN-LYS
- LYS-DJE-LYS
- CDG-CTA-CDG
- CDG-OUA-BKO-CDG
- CDG-PTP-CDG
- CDG-IBZ-CDG
- LYS-MRS-RUN-MRS-LYS
- LYS-MRS-DKR-MRS-LYS
- NTE-TLS-RUN-TLS-NTE

### Saison W00
Vols ponctuels ou ACMI
Vols charters ou réguliers
- LYS-MRS-RUN-MRS-LYS
- LYS-PTP-LYS
- LYS-FDF-LYS
- LYS-PUJ-LYS
- LYS-MRS-DKR-MRS-LYS
- LYS-TLS-FDF-TLS-LYS
- NTE-FDF-NTE
- NTE-PTP-NTE

### Saison S01
Vols ponctuels ou ACMI
Vols charters ou réguliers
- LYS-MRS-RUN-MRS-LYS
- ORY-TLV-ORY

### Saison W01
Vols ponctuels ou ACMI
- CDG-YUL-CDG pour Air France

Vols charters ou réguliers
- LYS-MRS-RUN-MRS-LYS
- NTE-TLS-RUN-TLS-NTE

### Saison S02
Vols ponctuels ou ACMI
Vols charters ou réguliers
- LYS-MRS-RUN-MRS-LYS

### Saison W02
Vols ponctuels ou ACMI
Vols charters ou réguliers